# Thomas Lam
Thomas Lam (Amsterdam, 18 december 1993) is een Fins-Nederlands voetballer die doorgaans als verdediger speelt. Sinds de zomer van 2024 komt hij uit voor Apollon Limassol. Lam debuteerde in 2015 in het Fins voetbalelftal.

## Carrière

### AZ
Lam is een zoon van een Nederlandse vader en een Finse moeder. Hij begon met voetballen bij AFC, waarna hij werd opgenomen in de jeugdopleiding van AZ. Hier debuteerde hij op 16 september 2012 in het eerste elftal, thuis tegen Roda JC Kerkrade. Hij viel die dag in voor Giliano Wijnaldum. Lam maakte op 12 december 2013 zijn eerste doelpunt voor AZ, tijdens een wedstrijd in de Europa League tegen PAOK Saloniki.

### PEC Zwolle
Lam tekende op 31 juli 2014 een contract voor een jaar bij PEC Zwolle, met een optie voor nog een seizoen. Hij maakte op 16 augustus zijn debuut voor PEC tegen FC Dordrecht. Op 29 oktober was hij goed voor een hattrick tegen HHC Hardenberg, zijn eerste goals voor PEC. Op 20 december scoorde hij tegen SC Cambuur zijn eerste Eredivisiegoal voor PEC. Hier speelde hij in twee twee jaar het grootste gedeelte van de competitiewedstrijden. Hij kwam tot 70 wedstrijden en acht goals. Hij bereikte in het seizoen 2014/15 de finale van het toernooi om de KNVB beker met de club, waarin hij en zijn ploeggenoten verloren van FC Groningen.

### Nottingham Forest
Nadat Lam in juli 2016 einde contract was bij Zwolle, tekende hij een verbintenis tot medio 2019 bij Nottingham Forest, op dat moment actief in de Championship. Hiervoor debuteerde hij op 6 augustus, tijdens een 4–3 overwinning op Burton Albion. Lam begon die dag in de basis en maakte in de 45e minuut de 2–2. Na twee wedstrijden zonder speelminuten, startte hij op 20 augustus tegen Wigan Athletic FC opnieuw en opnieuw was hij trefzeker. Op 22 oktober pakte hij tegen Cardiff City FC een rode kaart. De laatste vijftien speelrondes kwam Lam niet meer spelen toe en hij eindigde daardoor op 21 wedstrijden voor Nottingham dat seizoen.

### FC Twente
In augustus 2017 werd Lam voor één seizoen verhuurd aan FC Twente. Op 10 september maakte hij tegen Sparta Rotterdam zijn debuut. Een week later scoorde hij tegen FC Utrecht (4-0 winst) zijn eerste goal voor Twente. Hij speelde 30 wedstrijden voor Twente en kwam daarin tot drie goals, maar degradeerde met FC Twente uit de Eredivisie. Vervolgens keerde hij terug naar Nottingham.

### Terug bij PEC
In de zomer van 2018 keerde Lam transfervrij terug bij PEC. Hij miste het einde van het eerste en het begin van zijn tweede seizoen bij PEC door een gebroken middenvoetsbeentje. Op 1 november 2019 keerde hij na een afwezigheid van zeven maanden terug in de wedstrijdopstelling van PEC. Een week later was hij tegen FC Twente voor het eerst aanvoerder van PEC, omdat Bram van Polen de hele wedstrijd op de bank bleef. Aan het begin van zijn derde seizoen bij PEC pakte hij twee rode kaarten na de eerste tien speelrondes, waardoor hij in totaal zeven wedstrijden schorsing moest uitzitten. In zijn tweede periode bij PEC speelde hij weer precies 70 wedstrijden, waarin hij zeven goals maakte.

### Omzwervingen
Hij tekende in het seizoen 2021/22 bij CSKA Sofia in Bulgarije, waar hij UEFA Europa Conference League-voetbal speelde tegen AS Roma, FK Bodø/Glimt en Zorja Loehansk, maar slechts één punt pakte en laatste werd. In de competitie werd CSKA Sofia tweede en in totaal speelde Lam 34 wedstrijden voor CSKA. Daarna speelde hij een seizoen bij Melbourne City in Australië, waar hij 27 wedstrijden speelde.

### Derde keer PEC
In de zomer van 2023 keerde Lam voor de tweede keer terug bij PEC, waar hij een contract voor twee seizoenen tekende. PEC was het seizoen ervoor gepromoveerd naar de Eredivisie.

## Clubstatistieken
| Seizoen                         | Club              | Competitie      | Competitie | Competitie | Beker | Beker | Overig | Overig | Totaal | Totaal |
| Seizoen                         | Club              | Competitie      | Wed.       | Dlp.       | Wed.  | Dlp.  | Wed.   | Dlp.   | Wed.   | Dlp.   |
| ------------------------------- | ----------------- | --------------- | ---------- | ---------- | ----- | ----- | ------ | ------ | ------ | ------ |
| 2012/13                         | AZ                | Eredivisie      | 6          | 0          | 2     | 0     | —      | —      | 8      | 0      |
| 2013/14                         | AZ                | Eredivisie      | 0          | 0          | 0     | 0     | 1      | 1      | 1      | 1      |
| 2014/15                         | PEC Zwolle        | Eredivisie      | 28         | 2          | 5     | 4     | 1      | 0      | 34     | 6      |
| 2015/16                         | PEC Zwolle        | Eredivisie      | 33         | 2          | 1     | 0     | 2      | 0      | 36     | 2      |
| 2016/17                         | Nottingham Forest | Championship    | 19         | 2          | 2     | 0     | 0      | 0      | 21     | 2      |
| 2017/18                         | → FC Twente       | Eredivisie      | 28         | 3          | 2     | 0     | 0      | 0      | 30     | 3      |
| 2018/19                         | PEC Zwolle        | Eredivisie      | 25         | 4          | 3     | 0     | 0      | 0      | 28     | 4      |
| 2019/20                         | PEC Zwolle        | Eredivisie      | 14         | 0          | 2     | 0     | 0      | 0      | 16     | 0      |
| 2020/21                         | PEC Zwolle        | Eredivisie      | 26         | 3          | 0     | 0     | 0      | 0      | 26     | 3      |
| 2021/22                         | CSKA Sofia        | Parva Liga      | 19         | 0          | 5     | 0     | 10     | 0      | 34     | 0      |
| 2022/23                         | Melbourne City FC | A-League        | 24         | 1          | 0     | 0     | 3      | 0      | 27     | 1      |
| 2023/24                         | PEC Zwolle        | Eredivisie      | 29         | 2          | 0     | 0     | 0      | 0      | 29     | 1      |
| 2024/25                         | Apollon Limassol  | A Divizion      | 0          | 0          | 0     | 0     | 0      | 0      | 0      | 0      |
| Carrière totaal                 | Carrière totaal   | Carrière totaal | 251        | 19         | 22    | 4     | 17     | 1      | 290    | 24     |
| Bijgewerkt tot 18 augustus 2024 |                   |                 |            |            |       |       |        |        |        |        |

## Interlandcarrière
Finland
Lam maakte op 9 juni 2015 zijn debuut in het Fins voetbalelftal, in een oefeninterland tegen Estland (0–2 verlies), net als Boris Rotenberg. Hij speelde de volledige wedstrijd. Lam speelde in het duel samen met twee andere Finse voetballers die op dat moment actief waren in Nederlandse competities, doelman Niki Mäenpää (VVV-Venlo) en verdediger Niklas Moisander (AFC Ajax).
| Interlands van Thomas Lam voor Finland | Interlands van Thomas Lam voor Finland | Interlands van Thomas Lam voor Finland | Interlands van Thomas Lam voor Finland | Interlands van Thomas Lam voor Finland | Interlands van Thomas Lam voor Finland |
| №                                      | Datum                                  | Wedstrijd                              | Uitslag                                | Soort wedstrijd                        | Doelpunten                             |
| Als speler bij PEC Zwolle              | Als speler bij PEC Zwolle              | Als speler bij PEC Zwolle              | Als speler bij PEC Zwolle              | Als speler bij PEC Zwolle              | Als speler bij PEC Zwolle              |
| -------------------------------------- | -------------------------------------- | -------------------------------------- | -------------------------------------- | -------------------------------------- | -------------------------------------- |
| 1.                                     | 9 juni 2015                            | Finland – Estland                      | 0 – 2                                  | Vriendschappelijk                      | 0                                      |
| 2.                                     | 7 september 2015                       | Finland – Faeröer                      | 1 – 0                                  | EK-kwalificatie                        | 0                                      |

Finland onder 21
Op 13 oktober 2012 debuteerde Lam voor Finland –21, in een oefeninterland tegen Estland –21 (4–1-winst).
| Interlands van Thomas Lam | Interlands van Thomas Lam | Interlands van Thomas Lam | Interlands van Thomas Lam | Interlands van Thomas Lam | Interlands van Thomas Lam |
| №                         | Datum                     | Wedstrijd                 | Uitslag                   | Soort wedstrijd           | Doelpunten                |
| Als speler bij AZ         | Als speler bij AZ         | Als speler bij AZ         | Als speler bij AZ         | Als speler bij AZ         | Als speler bij AZ         |
| ------------------------- | ------------------------- | ------------------------- | ------------------------- | ------------------------- | ------------------------- |
| 1.                        | 13 oktober 2012           | Estland – Finland         | 1 – 4                     | Vriendschappelijk         | 0                         |
| 2.                        | 5 juni 2013               | Noorwegen – Finland       | 2 – 0                     | Vriendschappelijk         | 0                         |
| 3.                        | 11 juni 2013              | Finland – Litouwen        | 2 – 2                     | EK-Kwalificatie onder 21  | 0                         |
| 4.                        | 14 augustus 2013          | Wales – Finland           | 1 – 5                     | EK-Kwalificatie onder 21  | 0                         |
| 5.                        | 5 september 2013          | Litouwen – Finland        | 0 – 1                     | EK-Kwalificatie onder 21  | 0                         |
| 6.                        | 9 september 2013          | Finland – Engeland        | 1 – 1                     | EK-Kwalificatie onder 21  | 0                         |
| 7.                        | 15 oktober 2013           | Moldavië – Finland        | 1 – 0                     | EK-Kwalificatie onder 21  | 0                         |
| 8.                        | 5 maart 2014              | San Marino – Finland      | 0 – 0                     | EK-Kwalificatie onder 21  | 0                         |
| Als speler bij PEC Zwolle |                           |                           |                           |                           |                           |
| 9.                        | 5 september 2014          | Finland – Wales           | 2 – 2                     | EK-Kwalificatie onder 21  | 0                         |
| 10.                       | 9 september 2014          | Finland – San Marino      | 5 – 0                     | EK-Kwalificatie onder 21  | 1                         |

Finland onder 19
Op 10 november 2011 debuteerde Lam voor Finland –19, in een oefeninterland tegen Kroatië –19 (4–2-verlies).
| Interlands van Thomas Lam | Interlands van Thomas Lam | Interlands van Thomas Lam | Interlands van Thomas Lam | Interlands van Thomas Lam | Interlands van Thomas Lam |
| №                         | Datum                     | Wedstrijd                 | Uitslag                   | Soort wedstrijd           | Doelpunten                |
| Als speler bij AZ         | Als speler bij AZ         | Als speler bij AZ         | Als speler bij AZ         | Als speler bij AZ         | Als speler bij AZ         |
| ------------------------- | ------------------------- | ------------------------- | ------------------------- | ------------------------- | ------------------------- |
| 1.                        | 10 november 2011          | Kroatië – Finland         | 4 – 2                     | Vriendschappelijk         | 0                         |

Finland onder 18
Op 3 januari 2011 debuteerde Lam voor Finland –18, in een oefeninterland tegen Rusland –18 (3–3-gelijkspel).
| Interlands van Thomas Lam | Interlands van Thomas Lam | Interlands van Thomas Lam | Interlands van Thomas Lam | Interlands van Thomas Lam | Interlands van Thomas Lam |
| №                         | Datum                     | Wedstrijd                 | Uitslag                   | Soort wedstrijd           | Doelpunten                |
| Als speler bij AZ         | Als speler bij AZ         | Als speler bij AZ         | Als speler bij AZ         | Als speler bij AZ         | Als speler bij AZ         |
| ------------------------- | ------------------------- | ------------------------- | ------------------------- | ------------------------- | ------------------------- |
| 1.                        | 3 januari 2011            | Rusland – Finland         | 3 – 3                     | Vriendschappelijk         | 0                         |
| 2.                        | 5 januari 2011            | Italië – Finland          | 0 – 3                     | Vriendschappelijk         | 0                         |
| 3.                        | 7 januari 2011            | Finland – Letland         | 0 – 0                     | Vriendschappelijk         | 0                         |

Finland onder 17
Op 28 juli 2009 debuteerde Lam voor Finland –17, in een oefeninterland tegen Zweden –17 (3–0-verlies).
| Interlands van Thomas Lam | Interlands van Thomas Lam | Interlands van Thomas Lam | Interlands van Thomas Lam | Interlands van Thomas Lam | Interlands van Thomas Lam |
| №                         | Datum                     | Wedstrijd                 | Uitslag                   | Soort wedstrijd           | Doelpunten                |
| Als speler bij AZ         | Als speler bij AZ         | Als speler bij AZ         | Als speler bij AZ         | Als speler bij AZ         | Als speler bij AZ         |
| ------------------------- | ------------------------- | ------------------------- | ------------------------- | ------------------------- | ------------------------- |
| 1.                        | 28 juli 2009              | Zweden – Finland          | 3 – 0                     | Vriendschappelijk         | 0                         |
| 2.                        | 29 juli 2009              | Finland – Schotland       | 0 – 4                     | Vriendschappelijk         | 0                         |
| 3.                        | 31 juli 2009              | IJsland – Finland         | 4 – 1                     | Vriendschappelijk         | 0                         |
| 4.                        | 2 augustus 2009           | Faeröer – Finland         | 0 – 4                     | Vriendschappelijk         | 0                         |
| 5.                        | 8 oktober 2009            | Tsjechië – Finland        | 5 – 3                     | Vriendschappelijk         | 0                         |
| 6.                        | 2 maart 2010              | Servië – Finland          | 0 – 1                     | Vriendschappelijk         | 0                         |
| 7.                        | 4 maart 2010              | Servië – Finland          | 2 – 0                     | Vriendschappelijk         | 0                         |
| 8.                        | 19 maart 2010             | Oostenrijk – Finland      | 3 – 3                     | Vriendschappelijk         | 0                         |

## Erelijst
AZ
| Nationaal  |    |         |
| KNVB beker | 1x | 2012/13 |

 PEC Zwolle
| Competitie           | Winnaar | Winnaar | Runner-up | Runner-up |
| Competitie           | Aantal  | Jaren   | Aantal    | Jaren     |
| -------------------- | ------- | ------- | --------- | --------- |
| Nationaal            |         |         |           |           |
| Johan Cruijff Schaal | 1x      | 2014    |           |           |
| KNVB beker           |         |         | 1x        | 2014/15   |

## Privé
Hij is samen met zijn moeder en broer eigenaar van Hotel des Arts in Amsterdam.